# Marquiss Spencer
Marquiss Spencer (Greenwood, 16 luglio 1997) è un giocatore di football americano statunitense che milita nel ruolo di defensive end per i New York Jets della National Football League (NFL).

## Carriera

### Denver Broncos
Spencer al college giocò a football a Mississippi State. Fu scelto nel corso del settimo giro (253º assoluto) nel Draft NFL 2021 dai Denver Broncos. Debuttò come professionista nella settimana 17 contro i Los Angeles Chargers mettendo a segno un tackle.

### New York Jets
Il 22 novembre 2022 Spencer firmò con i New York Jets.